# Knooppunt Gouwe
Der Knooppunt Gouwe ist ein Autobahndreieck in der niederländischen Provinz Südholland im Süden der Gemeinde Waddinxveen bei Gouda. Es verbindet den Rijksweg 12 (A12: Oberhausen–Arnhem–Utrecht–Den Haag) mit dem Rijksweg 20 (A20: Hoek van Holland–Rotterdam–Gouda).
Benannt ist das Autobahndreieck nach dem östlich des Knotens durch Gouda fließenden Fluss Gouwe. Nach dem Fluss ist auch das gleichnamige Gouwe-Aquaduct benannt, welches die A12 östlich des Knotens unter dem Fluss herführt. 

## Geschichte

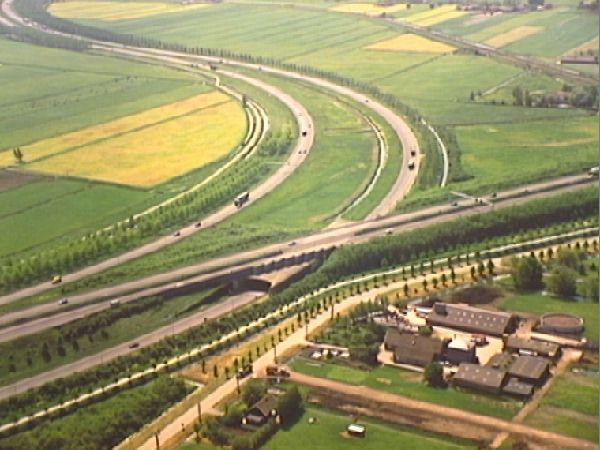
Der Knooppunt Gouwe im Jahr 1992

Der Knoten wurde im Jahr 1962 mit der Eröffnung des Rijksweg 3 (heute A20) zwischen Nieuwerkerk aan den IJssel und Gouda für den Verkehr freigegeben. Im Jahr 1976 wurde, mit der Neustrukturierung des niederländischen Verkehrsnetzes, der Rijksweg 3 in Rijksweg 20 umbenannt. In den 1970er Jahren wurde die A12 östlich des Dreiecks erweitert und im gleichen Zuge die Klappbrücke über die Gouwe durch ein Aquädukt ersetzt, welches 1981 eröffnet wurde.
Bis zum 18. Januar 2010 wurde die A12 westlich des Knotens bis nach Zoetermeer auf sechs Fahrspuren verbreitert und am 1. Dezember 2010 wurde die Erweiterung der A12 östlich des Dreiecks bis nach Woerden auf acht Fahrspuren dem Verkehr übergeben.

## Bauform
Das Autobahndreieck ist als Gabelung gebaut. Wie bei einer Gabelung üblich, ist es nur möglich in eine Richtung auf eine andere Autobahn zu wechseln. So kann aus Richtung Rotterdam nur Richtung Utrecht gefahren werden und nicht Richtung Den Haag. Um dennoch Richtung Den Haag fahren zu können, sollte man entweder ab Rotterdam schon über die A13 fahren oder ab Nieuwerkerk aan den IJssel die N219 nutzen, um auf die A12 in Richtung Den Haag auffahren zu können.
Beide Verbindungsrampen im Dreieck sind zweispurig ausgebaut, weswegen die A20 südlich des Dreiecks vierspurig wird. Die A12 ist östlich des Knotens achtspurig und westlich des Knotens sechsspurig ausgebaut.